# Sieraków (Groot-Polen)
Sieraków (Duits: Zirk) is een stad in het Poolse woiwodschap Groot-Polen, gelegen in de powiat Międzychodzki. De oppervlakte bedraagt 14,1 km², het inwonertal 6047 (2017).

## Verkeer en vervoer
Station Sieraków ligt aan de voormalige spoorlijn tussen Międzychód - Szamotuły. De lijndienst voor passagiers is beëindigd in 1995, voor goederen in 1996.

## Sport en recreatie
- De plaatselijke voetbalclub heet SKS Sierakow Warta. Verder is er een bowling- een basketbalclub en een zwembad.
- Door deze plaats loopt de Europese wandelroute E11. De E11 loopt van Den Haag naar het oosten, op dit moment tot de grens Polen/Litouwen. De route komt vanuit het zuiden vanaf Ławica, loopt door het centrum, kruist de Warta en gaat vervolgens door de bossen ten noorden van de rivier naar Chojno.

## Zustersteden

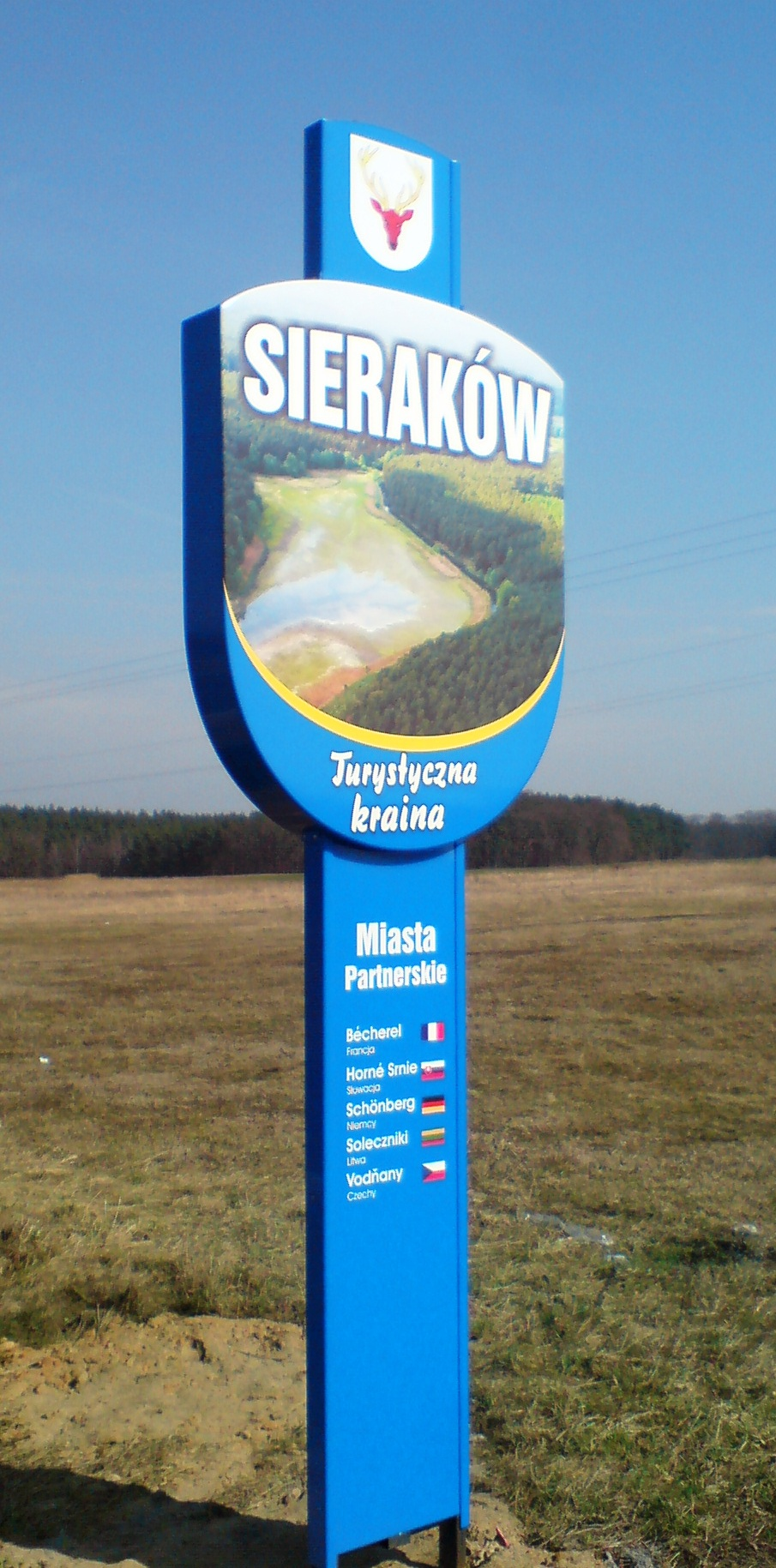
Zuil aan de rand van Sieraków met de namen van alle zustersteden

- Vodňany
- Schönberg
- Bécherel
- Šalčininkai
- Horné Srnie, Slowakije

## Fotogalerij

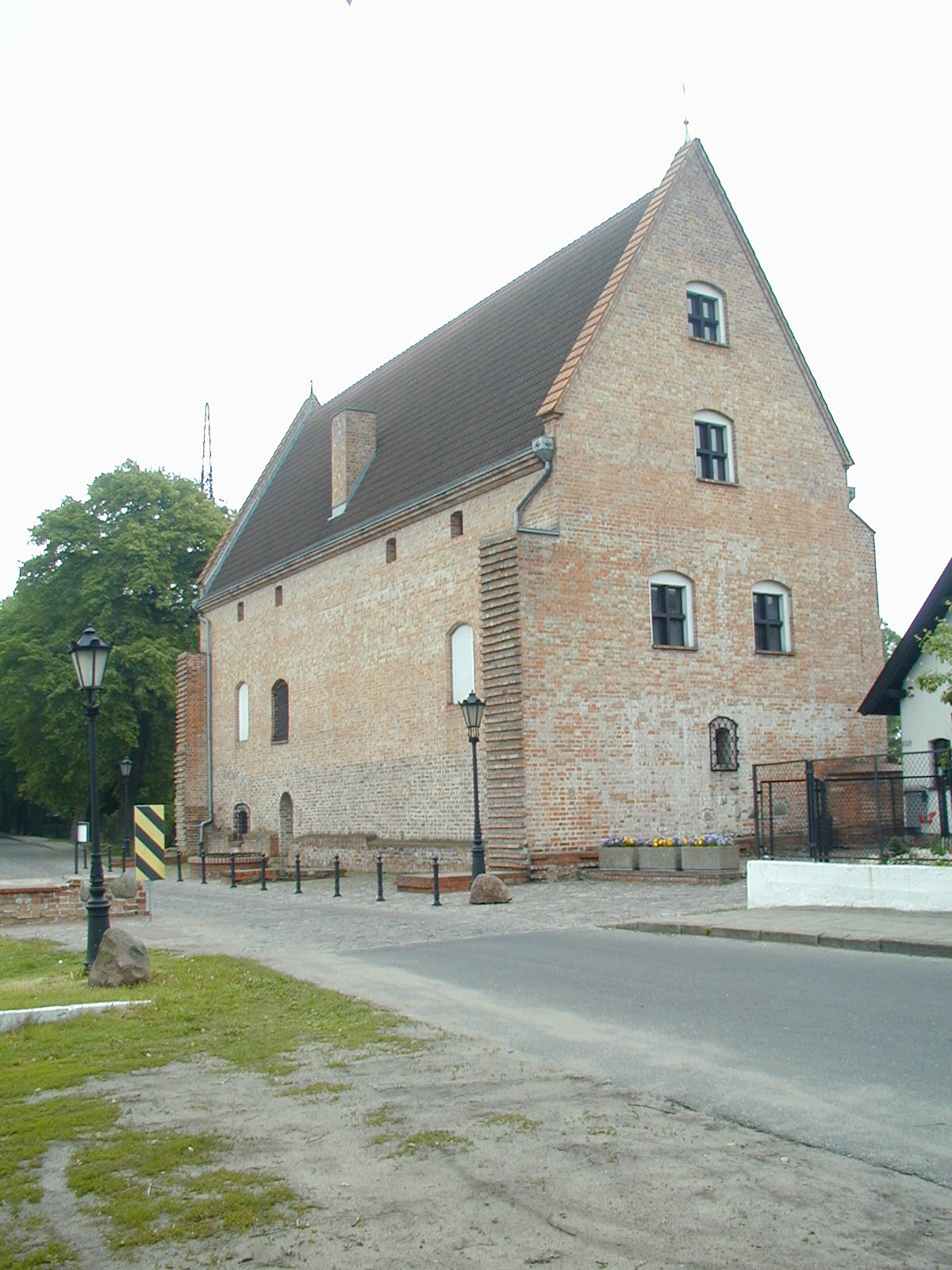
Kasteel
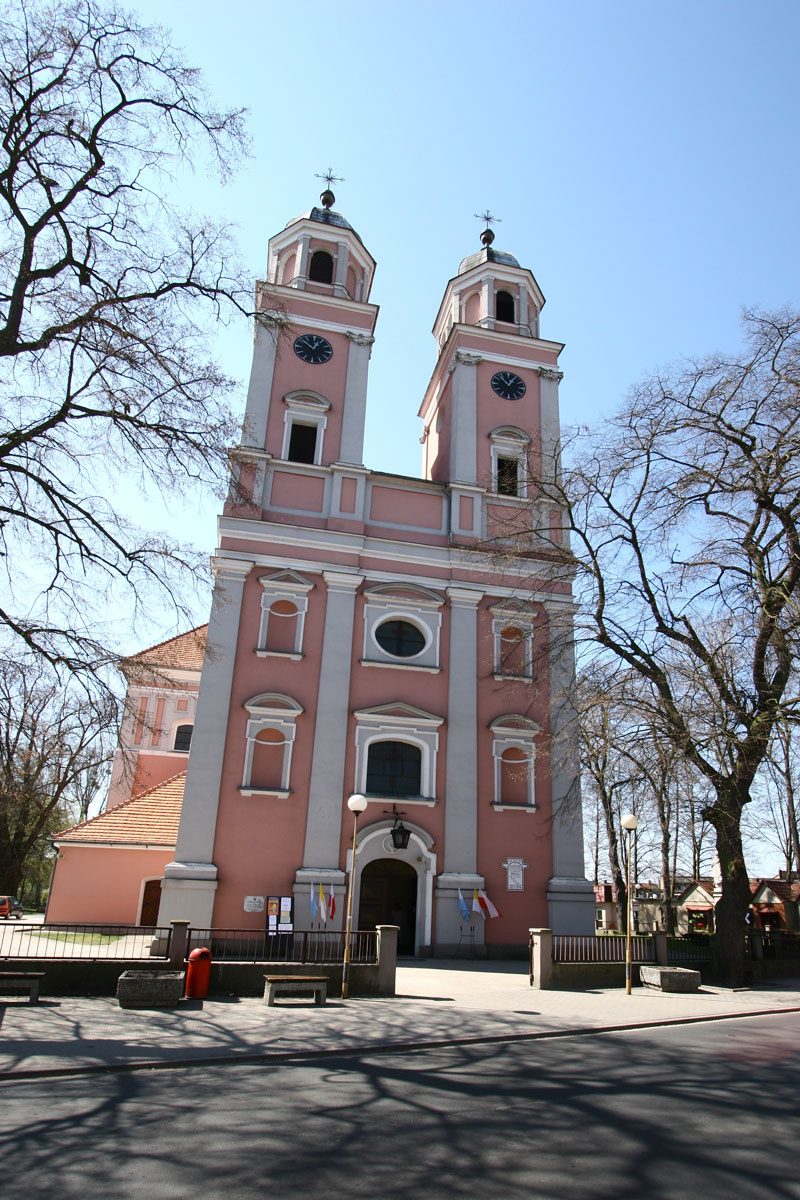
Kerk
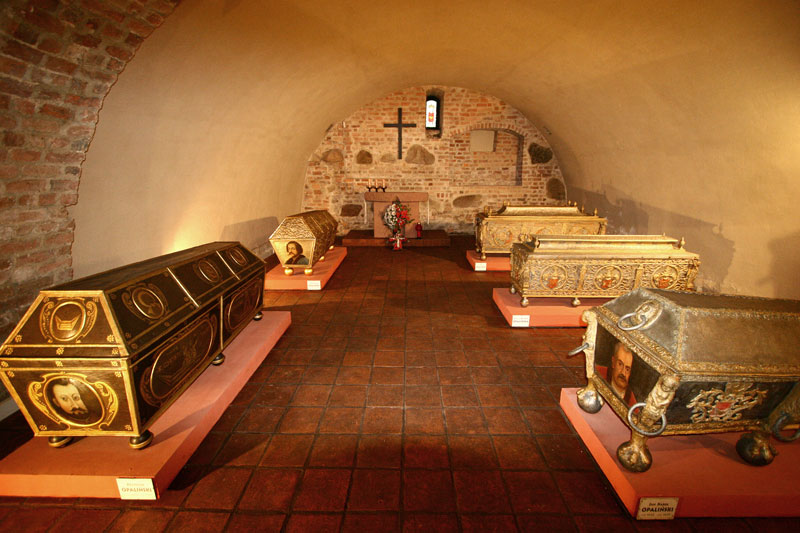
Sarcofaag van de familie Opaliński in het kasteel